# Stema municipiului Piatra Neamț

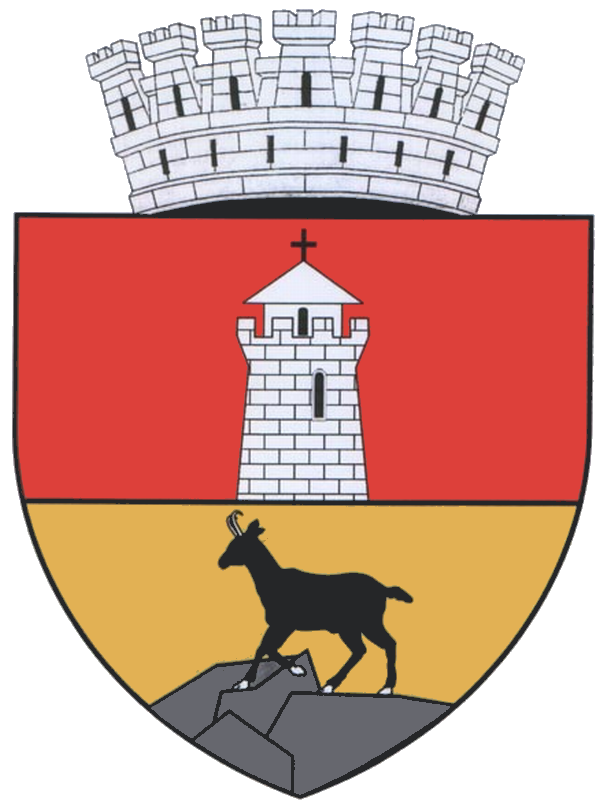
Stema municipiului Piatra Neamț

Stema municipiului Piatra Neamț a fost aprobată în 2007. Aceasta se compune dintr-un scut triunghiular cu marginile tăiate rotunjit. În partea superioară, pe fond roșu, se află un turn de argint zidit, cu acoperiș ascuțit surmontat de o cruce. În vârful scutului, pe fond auriu, pe un teren stâncos, de argint, se află o capră neagră, orientată spre dreapta. Scutul este trimbrat de o coroană murală de argint cu șapte turnuri crenelate.
Semnificațiile elementelor însumate:
- Culoarea roșie a primului câmp este o preluare directă a culorii folosite în heraldica românească modernă pentru zona Moldovei.
- Turnul de argint surmontat de o cruce reprezintă turnul bisericii Sf. Ioan Botezătorul, ctitorită de Ștefan cel Mare, element distinctiv al orașului Piatra-Neamț.
- Stânca semnifică numele localității - Piatra, iar capra neagră este un element prezent în sigiliul vechi al localității.
- Coroana murală cu șapte turnuri crenelate semnifică faptul că localitatea are rangul de municipiu-reședință de județ.

## Variante vechi ale stemei

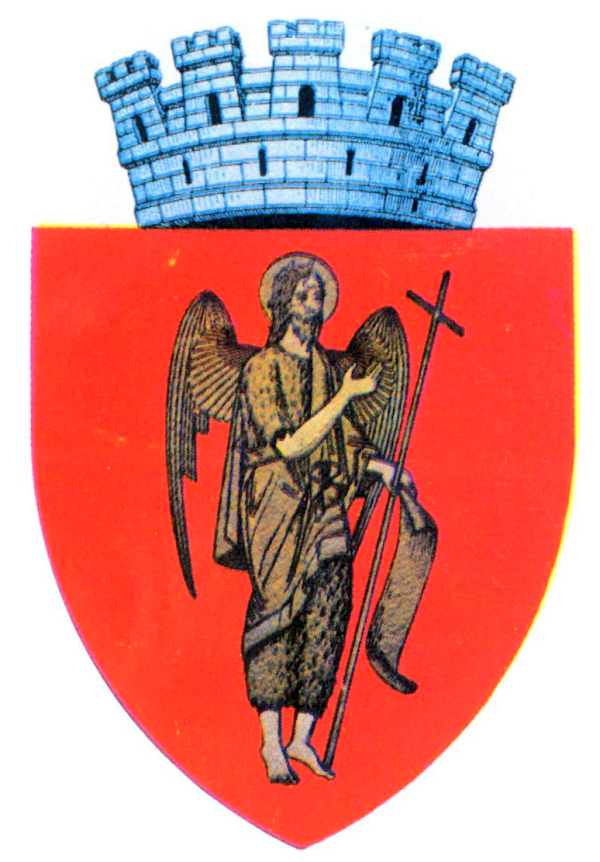
în perioada interbelică
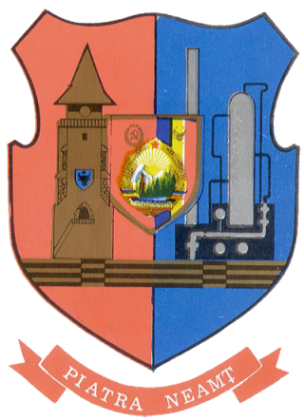
în perioada comunistă